# Fly-By-Light
El Fly-By-Light es un desarrollo alcanzado en la tecnología de la fibra óptica. Este sistema de mandos de vuelo es similar al sistema Fly-By-Wire, con la diferencia de que los sistemas de control utilizan la luz en lugar de la electricidad para el envío de señales.
Con el fly-by-light es posible diseñar sistemas tan ingeniosos que si falla una determinada senda del haz luminoso o incluso una red completa, se asegura que la información llega a los puntos de destino por rutas alternativas.
- Datos: Q5863370